# Gränna stadsförsamling
Gränna stadsförsamling var en församling i Växjö stift i Småland. Församlingen uppgick 1963 i Gränna församling.
Församlingskyrka var Gränna kyrka. 

## Administrativ historik
Församlingen bildades 1652 då Gränna församling delades upp i denna och Gränna landsförsamling. Från 1652 till 1963 var den moderförsamling i pastoratet Gränna stadsförsamling, och Gränna landsförsamling, som 1963 utökades med Visingsö församling. 1963 uppgick Gränna landsförsamling i denna församling och namnbyte skedde till Gränna församling.

## Kyrkoherdar
| Verksam   | Namn                    | Levnadstid | Övrigt                                       |
| --------- | ----------------------- | ---------- | -------------------------------------------- |
| 1652–1659 | Haquinus Nicolai Humble | död 1659   |                                              |
| 1661–1684 | Esaias Humble           | död 1684   |                                              |
| 1685–1702 | Ivar Lundh              | 1648–1702  |                                              |
| 1703–1713 | Petrus Svenonis Ulnerus | död 1713   | Häradsprost                                  |
| 1714–1734 | Andreas Unnerus         | 1675–1734  | Häradsprost                                  |
| 1736–1742 | Joseph Lindahl          | 1689–1742  | Häradsprost                                  |
| 1743–1748 | Petrus Platin           | 1700–1748  |                                              |
| 1751–1775 | Clemens Helin           | 1702–1775  | Prost                                        |
| 1777–1799 | Johan Helin             | 1737–1799  | Prost                                        |
| 1800–1843 | Sven Johan Almqvist     | 1769–1843  | Häradsprost                                  |
| 1844–1862 | Johan Ekstrand          | 1787–1862  |                                              |
| 1862–1879 | Johan Andersson         | 1820–1894  | Kontraktsprost, senare biskop i Växjö stift. |
| 1880–1895 | Johan Georg Rogberg     | 1824–1895  | Kontraktsprost                               |
| 1897–1917 | Axel Alfred Holmberg    | 1844–1917  | Kontraktsprost                               |
| 1917–1923 | Nils Edvard Stensson    | 1863–1923  | Kontraktsprost                               |
| 1924–1941 | Isak Krook              | 1891–1976  | Kontraktsprost                               |
| 1942–1962 | Carl Wallis Wendel      | 1904–1978  | Kontraktsprost                               |

## Organister
| Ämbetstid | Namn                       | Levnadstid  | Övrigt                         |
| --------- | -------------------------- | ----------- | ------------------------------ |
| 1719–1740 | Olof Wickbom               | 1662–1740   | Organist.                      |
| 1740-1777 | Johan Frinström            | 1713-ca1778 | Organist och stadskassör       |
| 1778-1827 | Anders Wadell              | 1753-1827   | Organist och klockare          |
| 1839–1896 | Augustinus Lagerström      | 1818–1896   | Organist och klockare.         |
| 1897–     | Anton Vidergren            | 1869–1912   | Klockare, organist och kantor. |
| –1934     | Julius Constantin Ebbesson | 1875–1934   | Organist.                      |
| 1938–1962 | Sture Paulus Petri         | 1912–       | Organist.                      |